# 安井知哲
（1644年—1700年），日本圍棋棋手，生於京都山城國，為算知名人的兒子，但有也認為其為古算哲的三子。
1664年開始有俸祿，三年後開始出賽御城碁。1676年算知被本因坊道悅在二十番碁降級後退休，知哲繼任安井家家督，是為第三世安井知哲。
知哲為安井算知家的第二世，但是尊算知的師父古算哲為第一世，於是安井家終告確立，在此之前，安井家分兩派，知哲為算知的安井家第二世，而同時期、本有機會與算知競爭家督卻轉學天文的算哲二世（古算哲子）為算哲的安井家二世，在知哲在任時統合，宗譜正式出現，安井家確立為古算哲為一世，算知為二世，知哲為三世。
1703年（也有說是1700年）知哲去世，傳位給養子仙角，是為第四世安井。